# Psychomyia pusilla
Psychomyia pusilla is een schietmot uit de familie Psychomyiidae. De soort komt voor in het Palearctisch gebied.